# 东街街道 (大同市)
东街街道，是中华人民共和国山西省大同市城区下辖的一个乡镇级行政单位，位于大同市城区东南部。设置于1955年，一度名为解放建国街道，于1975年改为今名。2021年3月，原东街街道的御锦源、新泉东街、御河九号3个社区居委会的行政区域为新旺街道的行政区城，原东街街道的东门大巷、东史宅、鼓楼东街3个社区居委会为古城街道的行政区域，原东街街道的水泉湾龙园、桥南、桥北、御馨花都4个社区居委会的行政区域为永泰街道的行政区域。

## 行政区划
东街街道下辖以下地区：
东关南园社区、东门大巷社区、东史宅社区、雁塔街社区、七佛寺社区、鼓楼东街社区和大庙角社区。